# 643

## Decese
- dată necunoscută: Abdullah ibn Salam  (n. ?)